# Myrmarachne brevis
Myrmarachne brevis este o specie de păianjeni din genul Myrmarachne, familia Salticidae, descrisă de Xiao X. în anul 2002. Conform Catalogue of Life specia Myrmarachne brevis nu are subspecii cunoscute.